# Saharanpur (divisie)

Ligging in Uttar Pradesh

Saharanpur is een divisie binnen de Indiase deelstaat Uttar Pradesh. Deze divisie bestaat uit de volgende drie districten:
- Muzaffarnagar
- Saharanpur
- Shamli